# Mellersta Ungern
Mellersta Ungern (ungerska: Közép-Magyarország) är en statistisk region (NUTS 2) i mellersta Ungern. Administrativt sett delas regionen endast in sig i en mindre provins som kallas Pest. Regionen har en total area på 6 919 km² och det bor ungefär 2,8 miljoner invånare där. Hälften av invånarna bor i huvudstaden Budapest.